# Blauwbekagamen
Blauwbekagamen (Aphaniotis) zijn een geslacht van hagedissen uit de familie agamen (Agamidae).

## Naam en indeling
De wetenschappelijke naam van de groep werd voor het eerst voorgesteld door Wilhelm Peters in 1864. Er zijn drie soorten, de agame Aphaniotis ornata werd lange tijd tot het geslacht Japalura gerekend.

### Soorten
Het geslacht omvat de volgende soorten, met de auteur en het verspreidingsgebied.
| Naam                    | Auteur               | Verspreidingsgebied                      |
| ----------------------- | -------------------- | ---------------------------------------- |
| Aphaniotis acutirostris | Modigliani, 1889     | Indonesië                                |
| Aphaniotis fusca        | Peters, 1864         | Indonesië, Maleisië, Singapore, Thailand |
| Aphaniotis ornata       | Lidth de Jeude, 1893 | Indonesië, Maleisië                      |

## Uiterlijke kenmerken
De blauwbekagamen danken hun naam aan de blauwe kleur aan de binnenzijde van de mond. Deze dient als verdediging, bij bedreiging wordt de bek opengesperd. Het lichaam is lang en dun, de kop is relatief groot. De poten zijn lang en dragen duidelijk klauwen. De soort Aphaniotis ornata heeft een opvallend, bladachtig uitsteeksel aan de snuitpunt.

## Verspreiding en habitat
Alle soorten komen voor in zuidoostelijk Azië en leven in de landen Indonesië, Maleisië, Singapore en Thailand. De habitat bestaat uit tropische en subtropische bossen. Het zijn typische boombewoners die goed kunnen klimmen en erg lenig zijn.

### Beschermingsstatus
Door de internationale natuurbeschermingsorganisatie IUCN is aan twee soorten een beschermingsstatus toegewezen. Beide soorten worden beschouwd als 'veilig' (Least Concern of LC).